# 2-Methyl-3-pentanol
2-Methyl-3-pentanol ist eine chemische Verbindung aus der Gruppe der Alkanole.

## Vorkommen
Die Verbindung wurde in Tabakrauch nachgewiesen.

## Gewinnung und Darstellung
2-Methyl-3-pentanol kann durch Reaktion von Isobutyraldehyd mit Ethylmagnesiumbromid oder durch Hydrierung von Ethylisopropylketon gewonnen werden. Diese beiden Synthesemethoden liefern (RS)-(±)-2-Methyl-3-pentanol, also ein Racemat, ein 1:1 Gemisch aus
- (R)-2-Methyl-3-pentanol und
- (S)-2-Methyl-3-pentanol.

## Eigenschaften
2-Methyl-3-pentanol ist eine farblose Flüssigkeit, die praktisch unlöslich in Wasser ist.

## Verwendung
2-Methyl-3-pentanol wird als Marker für flüchtige Verbindungen und als Brennstoff verwendet.